# Галкин, Абрахам Соломон
Абрахам Соломон Га́лкин (англ. Abraham Solomon Halkin; 12 июля 1903, Новый Быхов — 9 марта 1990, Иерусалим) — американский семитолог.

## Биография
Родился в семье Гилеля Галкина и Ханны Парицкой. Брат писателя Шимона Галкина, двоюродный брат поэта Самуила Галкина. В 1914 эмигрировал с родителями в США. Учился в Колумбийском университете. Жил в Нью-Йорке. В 1928—1950 преподаватель семитских языков, в 1950—1970 профессор иудаистики в Сити-колледже . В 1929—1970 гг. преподавал также в Еврейской теологической семинарии. Подав в отставку в 1970 г., поселился в Иерусалиме. Редактор отдела иудео-арабской литературы и средневековых переводов Еврейской энциклопедии. Был женат на дочери Меира Бар-Илана Шуламит.
Умер от воспаления лёгких.

## Избранная библиография
- Essays in the History of Hebrew Philology, 1926.
- The French Language in Medieval Hebrew Texts, 1927.
- Al-Tauḥīdī's "Mathālib Al-wazīrain.
- Nissim Ben Moscheh on Providence.
- The Ḥashwiyya, 1934.
- Moslem Schisms and Sects, Al-Farḳ Bain Al-firaḳ: Being the History of the Various Philosophic Systems Developed in Islam, 1935.
- Samaritan Polemics Against the Jews, 1936.
- Development of Education and Culture in Modern Palestine, 1936.
- Judeo-Arabic Literature, 1949.
- Great Ages and Ideas of the Jewish People (с соавторами), 1956.
- La era judeo-islámica, 1959.
- Zion in Jewish literature. University Press of America, 1961.
- Grandes ʹepocas e ideas del pueble judʹio: La ʹepoca moderna, 1965.
- Moslem Schisms and Sects: Being the History of the Various Philosophic Systems Developed in Islam, 1966.
- 201 Hebrew verbs fully conjugated in all the tenses, alphabetically arranged. Barron’s Educational Series, 1970.
- A Jew in a Muslim Environment: The Sufi Outlook of Abraham Maimonides. Institute of Asian and African Studies, the Hebrew University of Jerusalem, 1974.
- La época judeo-islámica: La época europea, 1975.
- The Permanent and the Transitory in the Ideological Teachings of the Fathers of Zionist Thought, 1976.
- Bʻikvot Rambam: mdṿri sngṿrim, prsnim, ṿmbkrim, 1979.
- Controverse in the Samaritan Masā'il Al-khilāf, 1980.
- Epistles of Maimonides: Crisis and Leadership (перевод и комментарии А. С. Галкина), 1985.
- אגרות הרמב״ם:

חליפת המכתבים עם ר׳ יוסף בן יהודה, 1985.
- Igrot ha-Rambam: ḥalifat ha-mikhtavim ʻim R. Yosef ben Yehudah, 1985.
- Три великие эпохи в истории еврейского народа. Библиотека Алия, 1991.